# Олександрівський юрт
Олександрівський юрт — юрт у складі Черкаського округу області Війська Донського.
До юрту належали поселення (з даними на 1859 рік):
- Олександрівська — козацька станиця положена над річкою Дон за 30 верстою від Новочеркаська; 288 дворових господарств; 1801 особа (892 чоловіків та 909 жінок); 2 православні церкви; цегляний й вапняковий заводи;
- Греків Землянський — власницьке поселення положене над копанями у верхів'ях Великого Несвітая за 47 верст від Новочеркаська; 15 дворових господарств; 41 особа (18 чоловіків та 23 жінок);
- Попівський — власницьке поселення положене над річкою Великий Несвітай за 50 верст від Новочеркаська; 4 дворових господарств; 32 осіб (13 чоловіків та 19 жінок).

За даними на 1873 рік в Олександрівському юрті було 404 дворових садиб й 26 недворових садиб; мешкало 2079 осіб (1026 чоловіків й 1053 жінки). Тоді до складу Олександрівського юрту відносилися:
- Олександрівська козацька станиця розташована над річкою Дон у 30 верстах від Новочеркаська й 3 верстах від Нахічеванської станції мала 364 дворових садиб й 20 садиб; 1808 осіб (889 чоловіків й 919 жінок);
- Дар'ївський хутір був розташований над річкою Великий Несвітай у 40 верстах від Новочеркаська мала 25 дворових садиб, 4 бездворових садиб; 164 осіб (79 чоловіків й 85 жінок);
- Попівський хутір був розташований над річкою Великий Несвітай у 44 верстах від Новочеркаська мала 9 дворових садиб, 1 бездворових садиб; 61 особа (34 чоловіків й 27 жінок);
- хутір Сердюков був розташований над річкою Тузлів у 20 верстах від Новочеркаська мала 6 дворових садиб, 1 бездворових садиб; 36 осіб (20 чоловіків й 16 жінок).

Станиця Олександрівська тепер розташована на сході Ростова-на-Дону, у його Пролетарському районі.
Решта земель юрту розташована у Родіоново-Несвітайському районі: Поповський хутір — сучасна Попівка, Дар'ївський хутір — тепер Дар'ївка, Греків Землянський — сучасна Грекова Балка.